# Биохимическая завивка волос
Биохимическая завивка волос (биозавивка) — технология химической завивки волос, при которой такие непопулярные в потребительской среде вещества, как аммиак, тиогликолевая кислота и пероксид водорода, не используются. Основным действующим компонентом большинства биозавивок является гидрохлорид цистеамина (2-меркаптоэтиламина) — аминотиола, аналогичного цистеину — аминокислоте, входящей в состав человеческого волоса и участвующей в образовании дисульфидных связей внутри волоса. Появилась в 1999 году.